# Hokkaido Railway Company

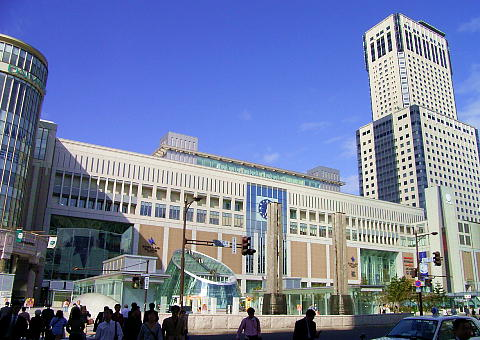
La Hokkaido Railway Tower à Chūō-ku, Sapporo, siège de la JR Hokkaido

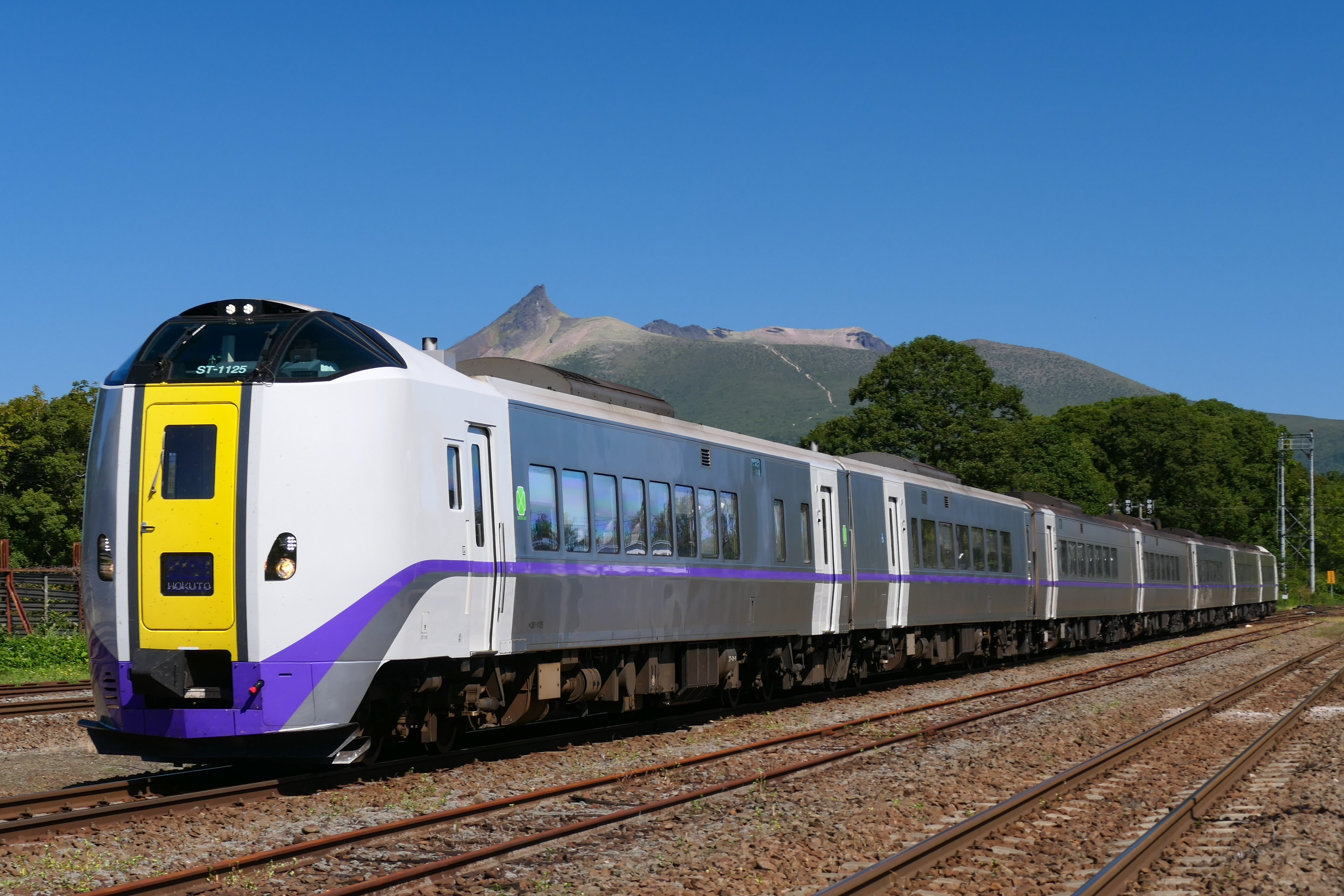
Série KiHa 261-1000 Hokuto

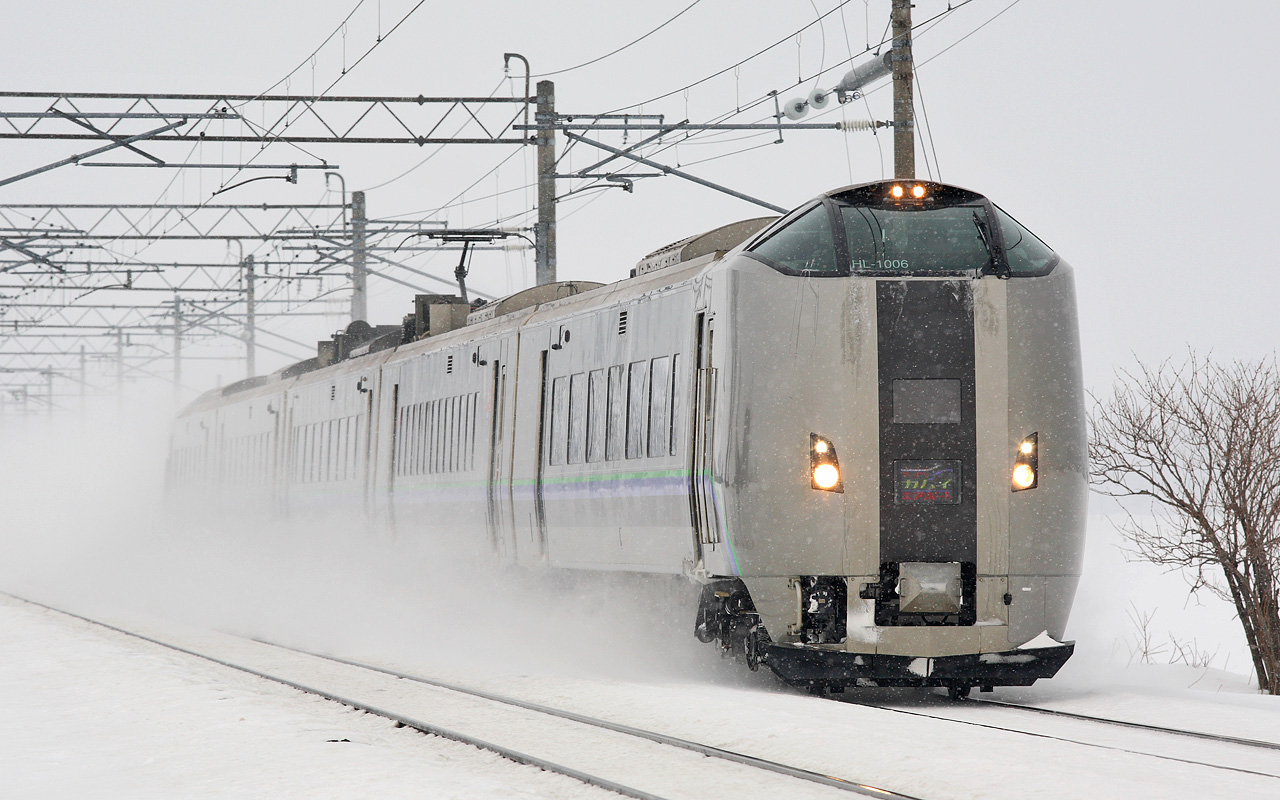
Série 789-1000 Kamui

La Hokkaido Railway Company (北海道旅客鉄道株式会社, Hokkaidō Ryokaku Tetsudō Kabushiki-gaisha), plus généralement appelée JR Hokkaido (JR北海道, Jeiāru Hokkaidō), est une société japonaise de transport ferroviaire qui fait partie des entreprises constitutives de Japan Railways (JR). Elle effectue des liaisons intercité sur l'île d'Hokkaidō, au nord de l'archipel nippon.
Au moment de sa création et de sa privatisation partielle en 1987, JR Hokkaido comptait 21 lignes totalisant 3 176,6 km de voies, ainsi qu'un service de ferry jusqu'à Aomori sur l'île de Honshu. Depuis lors, le réseau a été diminué en dessous de 2 500 km, condamnant les lignes non-rentables à la fermeture. Le service de ferry a été abandonné au profit de l'ouverture du tunnel du Seikan en 1988. Bien que techniquement privatisée, elle est toujours détenue à 100 % par la Japan Railway Construction, Transport and Technology Agency (JRTT), une corporation gouvernementale indépendante créée en 2003.  
Le siège de la société JR Hokkaido se trouve à Sapporo, dans l'arrondissement de Chūō.

## Lignes et gares principales

### Ligne Shinkansen
| Ligne                     | Nom japonais | Terminus                           | Longueur (km) |
| ------------------------- | ------------ | ---------------------------------- | ------------- |
| Ligne Shinkansen Hokkaidō | 北海道新幹線 | Shin-Aomori - Shin-Hakodate-Hokuto | 148,8         |

### Lignes principales
| Ligne                     | Nom japonais | Terminus                                  | Longueur (km) |
| ------------------------- | ------------ | ----------------------------------------- | ------------- |
| Ligne principale Hakodate | 函館本線     | Hakodate - Asahikawa                      | 423,1         |
| Ligne principale Hakodate | 函館本線     | Ōnuma - Mori (via Oshima-Sawara)          | 35,3          |
| Ligne principale Nemuro   | 根室本線     | Takikawa - Furano                         | 54,6          |
| Ligne principale Nemuro   | 根室本線     | Shintoku - Nemuro                         | 307,5         |
| Ligne Chitose             | 千歳線       | Numanohata - Shiroishi                    | 56,6          |
| Ligne Chitose             | 千歳線       | Minami-Chitose - Aéroport de Shin-Chitose | 2,6           |
| Ligne principale Muroran  | 室蘭本線     | Oshamambe - Iwamizawa                     | 211,0         |
| Ligne principale Muroran  | 室蘭本線     | Higashi-Muroran - Muroran                 | 7,0           |
| Ligne Sekishō             | 石勝線       | Minami-Chitose - Shintoku                 | 132,4         |

### Autres lignes
| Ligne                             | Nom japonais        | Terminus                    | Longueur (km) |
| --------------------------------- | ------------------- | --------------------------- | ------------- |
| Ligne Furano                      | 富良野線            | Furano - Asahikawa          | 54,8          |
| Ligne principale Rumoi            | 留萌本線            | Fukagawa - Ishikari-Numata  | 14,4          |
| Ligne principale Sōya             | 宗谷本線            | Asahikawa - Wakkanai        | 259,4         |
| Ligne principale Senmō            | 釧網本線            | Higashi-Kushiro - Abashiri  | 166,2         |
| Ligne principale Sekihoku         | 石北本線            | Shin-Asahikawa - Abashiri   | 234,0         |
| Ligne Sasshō (ligne Gakuen-Toshi) | 札沼線 (学園都市線) | Sōen - Hokkaidō-Iryōdaigaku | 28,9          |
| Ligne principale Hidaka           | 日高本線            | Tomakomai - Mukawa          | 30,5          |
| Ligne Kaikyō                      | 海峡線              | Naka-Oguni - Kikonai        | 87,8          |

### Anciennes lignes
Cette liste n'est pas exhaustive.
| Ligne        | Nom japonais | Terminus            | Longueur (km) | Remarque                                                                  |
| ------------ | ------------ | ------------------- | ------------- | ------------------------------------------------------------------------- |
| Ligne Esashi | 江差線       | Goryōkaku - Kikonai | 37,8          | Section transférée à la compagnie South Hokkaido Railway le 26 mars 2016. |
| Ligne Esashi | 江差線       | Kikonai - Esashi    | 42,1          | Section fermée le 12 mai 2014.                                            |

## Liste des trains express
| Type            | Nom       | Japonais   | Trajet                         | Matériel roulant       |
| --------------- | --------- | ---------- | ------------------------------ | ---------------------- |
| Shinkansen      | Hayabusa  | はやぶさ   | Tokyo - Shin-Hakodate-Hokuto   | Série E5/H5            |
| Shinkansen      | Hayate    | はやて     | Morioka - Shin-Hakodate-Hokuto | Série E5/H5            |
| Limited Express | Hokuto    | 北斗       | Hakodate - Sapporo             | Série KiHa 261-1000    |
| Limited Express | Kamui     | カムイ     | Sapporo - Asahikawa            | Série 789-1000         |
| Limited Express | Lilac     | ライラック | Sapporo - Asahikawa            | Série 789-0            |
| Limited Express | Okhotsk   | オホーツク | Sapporo - Abashiri             | Série KiHa 283         |
| Limited Express | Ōzora     | おおぞら   | Sapporo - Kushiro              | Série KiHa 261-1000    |
| Limited Express | Sarobetsu | サロベツ   | Asahikawa - Wakkanai           | Série KiHa 261-0       |
| Limited Express | Sōya      | 宗谷       | Sapporo - Wakkanai             | Série KiHa 261-0       |
| Limited Express | Suzuran   | すずらん   | Sapporo - Muroran              | Séries 785 et 789-1000 |
| Limited Express | Taisetsu  | 大雪       | Asahikawa - Abashiri           | Série KiHa 283         |
| Limited Express | Tokachi   | とかち     | Sapporo - Obihiro              | Série KiHa 261-1000    |

## Projets
Des travaux ont lieu actuellement pour prolonger la ligne Shinkansen Hokkaidō de la gare de Shin-Hakodate-Hokuto à la gare de Sapporo. Elle devrait passer par les gares de Shin-Yakumo, Oshamanbe, Kutchan et Shin-Otaru. L'ouverture est prévue pour 2031.